# Macrotylus paykullii
Macrotylus paykullii är en insektsart som först beskrevs av Carl Fredrik Fallén 1807.  Macrotylus paykullii ingår i släktet Macrotylus, och familjen ängsskinnbaggar. Arten är reproducerande i Sverige.